# Championnats du monde de slalom (canoë-kayak) 2025
Navigation
Londres Oklahoma City 2026
Les Championnats du monde de canoë-kayak slalom 2025, quarante-quatrième édition des championnats du monde de slalom en canoë-kayak, ont lieu du 29 septembre au 4 octobre 2025 au stade d'eaux vives de Penrith, en Australie dans la banlieue ouest de Sydney en Nouvelle-Galles du Sud.
Penrith a accueilli pour la dernière fois des championnats du monde seniors en 2005 sur le site qui avait accueilli les épreuves de canoë-kayak des Jeux olympiques de Sydney en 2000.

## Programme
| - 29 septembre 2025 - Kayak Cross Contre-la-montre & Remise des Médailles - Cérémonie d'ouverture - 30 septembre 2025 - Qualifications canoë - Finale par équipe de canoë - 1er octobre 2025 - Qualifications kayak - Finale par équipe de kayak | - 2 octobre 2025 - Demi-finales, finales de canoë - 3 octobre 2025 - Demi-finales, finales de kayak - 4 octobre 2025 - Repêchages, éliminatoires, finales de kayak cross |

## Résultats

### Hommes
| Épreuve       | Or    | Or    | Argent | Argent | Bronze | Bronze |
| Canoë         | Canoë | Canoë | Canoë  | Canoë  | Canoë  | Canoë  |
| ------------- | ----- | ----- | ------ | ------ | ------ | ------ |
| C1            |       |       |        |        |        |        |
| C1 par équipe |       |       |        |        |        |        |
| Kayak         |       |       |        |        |        |        |
| K1            |       |       |        |        |        |        |
| K1 par équipe |       |       |        |        |        |        |
| K1 cross CLM  |       |       |        |        |        |        |
| K1 cross      |       | NC    |        | NC     |        | NC     |

### Femmes
| Épreuve       | Or    | Or    | Argent | Argent | Bronze | Bronze |
| Canoë         | Canoë | Canoë | Canoë  | Canoë  | Canoë  | Canoë  |
| ------------- | ----- | ----- | ------ | ------ | ------ | ------ |
| C1            |       |       |        |        |        |        |
| C1 par équipe |       |       |        |        |        |        |
| Kayak         |       |       |        |        |        |        |
| K1            |       |       |        |        |        |        |
| K1 par équipe |       |       |        |        |        |        |
| K1 cross CLM  |       |       |        |        |        |        |
| K1 cross      |       | NC    |        | NC     |        | NC     |

## Tableau des médailles
- Pays organisateur ( Australie)

| Rang  | Nation | Or | Argent | Bronze | Total |
| Total | Total  | -  | -      | -      | -     |
| ----- | ------ | -- | ------ | ------ | ----- |